# Грохот інерційний

Грохот інерційний. Опорне виконання.

Інерційний грохот  (рос. грохот инерционный, англ. unbalancedthrow screen, нім. Tragheitssieb, Wuchtschwingsieb) — грохот вібраційний, у якому збудження коливань здійснюється дебалансним віброзбудником (вібратором).

## Загальний опис
Переважна більшість віброгрохотів, які випускаються у світі, є одномасовими зарезонансними машинами. При застосуванні одновального віброзбудника одержують кругові і близькі до них траєкторії коливань. Такі грохоти встановлюють під кутом нахилу 15…25о до горизонту і використовують для попереднього, допоміжного і завершального грохочення в основному сухим способом. При монтажі на коробі грохота двох ідентичних дебалансних віброзбудників з паралельно розташованими осями короб здійснює коливання по лінійним (направленим) траєкторіям. Для синхронізації використовують зубчасту передачу (самобалансні грохоти) або явище самосинхронізації (інерційно-самобалансні). Ці грохоти встановлюють горизонтально і застосовують для операцій підготовчого грохочення, відмивки обважнювача, дешламації, зневоднення та ін. Максимальна площа сита Г.і. досягає 50 м².

## Різновиди

Залежно від насипної густини вихідного матеріалу інерційні грохоти підрозділяються на 3 типи:
- легкого типу Л — для грохочення матеріалів з насипною густиною до 1,4 т/м3;
- середнього типу С — для грохочення матеріалів з насипною густиною до 1,8 т/м3;
- важкого типу Т — для грохочення матеріалів з насипною густиною 2,8 т/м3.

З урахуванням траєкторії коливань грохоти мають такі виконання:
- І — інерційні з круговими або близькими до них коливаннями (ГІЛ, ГІС, ГІТ);
- С — самобалансні з прямолінійними коливаннями (ГСЛ, ГСС, ГСТ);
- ІС — інерційні з самосинхронізовуваними віброзбуджувачами (інерційно-самобалансні) з коливаннями, близькими до прямолінійних (ГІСЛ, ГІСТ).

Крім того, інерційні грохоти випускають в опорному і підвісному виконаннях.

### Грохоти інерційні важкого типу

Грохоти інерційні важкого типу ГІТ-51А і ГІТ-71 призначені для розділення по крупності 50 мм і більше сипких матеріалів з насипною густиною до 2,8 т/м³.
Грохот ГІТ-51А (рис.) випускається в опорному і підвісному виконанні. Грохот в опорному виконанні встановлюється на спеціальної рамі, на якій розміщені лійка для підрешітного продукту і упори, що не допускають бокового розхитування короба 1. На рамі може бути закріплене пилозахисне огородження.
У грохота в підвісному виконанні бокові упори і пилозахисне огороджен-ня закріплюються на спеціальній конструкції. Лійка для підрешітного продукту виготовлюється на місті збирання грохота.
Конструкція дебалансів допускає зміну амплітуди коливань короба.
В грохоті з підвісним виконанням кут нахилу короба регулюється зміною довжини підвісок, а в грохоті з опорним виконанням — поворотом пружинних опор 3 грохота відносно короба і встановленням їх на тумби різної висоти.
Просіююча поверхня 4 грохота складається з двох карт, закріплених у коробі болтами. У середині короба частина просіюючої поверхні отворів не має, тому вібратор 2, розташований під нею, не піддається абразивному зносу. Просіююча поверхня являє собою листове решето товщиною 25 мм з квадратними отворами. Для запобігання інтенсивного зносу на лист наварюють подовжні бруси перетином 40×40 мм, які у міру зношування заміняють.

### Основні вузли інерційних грохотів

#### Вібратори інерційного грохота з самоустановлювальними дебалансами
Для стабілізації роботи і зменшення резонансних коливань у деяких типах інерційних грохотів використовуються вібратори з самоус-тановлювальними дебалансами (рис.).
Конструктивні особливості вібратора з самоустановлювальними дебалансами: в трубчастому корпусі 1, що жорстко прикріплений до короба 2, розташований вал 3, на дві кінцеві шийки якого ексцентрично насаджені привідні шківи 4.
Усередині шківів змонтовані дебаланси 6, які вільно висять на кронштейні 7 та обпираються на пружину 5. При запуску грохота в початковий момент дебалансні вантажі утримуються в нейтральному положенні пружинами 5 доти, поки вал вібратора не набере визначеної кутової швидкості. В подальшому дебаланси під дією відцентрової сили переборюють силу пружності пружин, відходять від центру обертання, притискаються до внутрішньої поверхні шківа і займають робоче положення. Автоматичне налагоджування машини на самоцентрувальний режим при зміні швидкості обертання ексцентрикового вала визначається в основному жорсткістю пружин.

## Технічні характеристики грохотів

.

.

Технічні характеристики інерційних грохотів легкого і середнього типу
Технічні характеристики інерційних грохотів важкого типу